# Sven Bornemark
Sven Valter Bornemark, född 8 augusti 1957 i Slottsstadens församling, Malmöhus län, är en svensk musiker, kompositör, uppfinnare och skribent.

## Biografi
Sven Bornemark växte upp i Malmö som son till musikern Valter Bornemark och barnmusikskaparen Gullan Bornemark. Tillsammans med syskonen Eva, Jörgen och Dan medverkade han i hennes radio- och teveprogram och på de skivinspelningar som gjordes från 1960-talet och framåt. Åren 1973–1975 studerade han vid det nystartade Musikgymnasiet på S:t Petri skola, där han träffade flera av de musiker som kom att utgöra symfonirockbandet Press. Tillsammans spelade de in sin debutskiva Release i Dan Tillbergs studio Bellatrix 1977–1978. Press turnerade i Sverige och gjorde även en spelning på Marquee Club  i London 1979. Bandet bytte namn till Mobile, sen The Mob och slutligen Savoy, innan konstellationen upphörde 1983. Release gavs ut först 2009.
Bornemark har sedan 17-årsåldern arbetat som basist, gitarrist, sångare och klaviaturspelare i samverkan med olika band och artister, såsom Siw Malmkvist, Danne Stråhed, Carola, Christina Lindberg, Ewa Roos och Niels-Henning Ørsted Pedersen, Bosse Parnevik, Sven-Bertil Taube, Rayburn Anthony, Berth Idoffs och Hedins.
Bornemark har medverkat som musiker och sångare i ett flertal konstellationer (symfonirock, pop, dansmusik och coverband) och var åren 1985–1995 medlem i Eva Rydbergs showorkester. Under 1990-talet och framåt satte han tillsammans med Toni Rhodin upp ett flertal varietéföreställningar, som de turnerade med i södra Sverige, bland annat i sällskap av Bröderna Lagerståhl. 1999–2001 skrev och komponerade Rhodin och Bornemark text och musik till sommarföreställningarna på Pildammsteatern i Malmö: Nils Jönsson och Österns Pärla, Svar till: ”Allt som gör livet glatt” och Ett skott från astrakanen. Som aktör medverkade han i Antonino Tubléns kortfilmer Hollywood  (2004) och The Amazing Death of Mrs Müller (2006).
Sven Bornemark är upphovsman till musik-dataprogrammen Virtual Guitarist och Groove Agent 1/2/3, som båda har distribuerats av Steinberg, samt Broomstick Bass, som har distributerats av MI7. 
Åren 2012–2013 var han chefredaktör för tidningen Musikermagasinet. Han har även varit aktiv som musikproducent, inspelningstekniker, masteringtekniker, quizmaster, musikskribent och författare. Från 2010 och framåt har Bornemark företrädesvis ägnat sig åt bluesmusik.
Sven Bornemark var 2013–2015 sekreterare i Mensa Sverige.

## Skivor
- 1980 – Swedish magazines (singel med Mobile)
- 1983 – (Jag vill inte ha nån) Musik i min radio (singel med Savoy)
- 1998 – Ett skott från astrakanen (EP med Rhodin & Bornemark)
- 1999 – Nils Jönsson och Österns Pärla (musiken i föreställningen)
- 2000 – Svar till: ”Allt som gör livet glatt” (musiken i föreställningen)
- 2001 – Ett skott från astrakanen (musiken i föreställningen)
- 2009 – Release (Press)

### Fotnoter
1. ↑  Sveriges befolkning
2000:
Bornemark, Sven Valter
(1957-08-08)
Försäkringskassan, uttag avseende 20001231 (2014)
2. ↑  The Marquee Club calendar of gigs, 1979 Arkiverad 19 juli 2011 hämtat från the Wayback Machine.
3. ↑  Bengtsson, Pauline (1 juni 2001). ”Sommarteater i Pildammsparken”. nummer.se. http://nummer.se/sommarteater-i-pildammsparken/. Läst 24 november 2014.
4. ↑  IMDb, om filmen "Hollywood"
5. ↑  ”Sven Bornemark”. Mensa Sverige. Arkiverad från originalet den 19 november 2014. https://archive.is/20141119000928/https://www.mensa.se/index.php/_/organisation/riksforeningen. Läst 18 november 2014.